# Finsterforst
Finsterforst és un grup de Folk metal/Viking metal, són alemanys i són poc coneguts. Tot va començar a finals del 2004, quatre joves fora del Bosc Negre va tenir la idea de fundar una nova banda. Tobias Weinreich (baix), Sebastián "AlleyJazz" Scherrer (teclats) i Simon Schillinger (guitarra) van formar part de la banda just des del principi. Com que el Line-Up de la banda encara no ha conclòs, va renunciar a la banda en els assajos i es va concentrar en la composició.
Així bastants cançons van ser creades en els primers mesos d'existència.
Més tard, la banda va decidir afegir un acordió real player (Johannes Joseph) a la banda per un acordió existit en totes les cançons. En aquest moment era la primavera del 2005. Tot i que cal un bateria, tots els membres de la banda volia tocar les cançons que van ser escrites fins aleshores. Així Finsterforst es van dirigir a una sala d'assaig el maig de 2005.
La investigació d'un bateria real va seguir sense èxit. A l'estiu, el grup estava pensant a gravar algunes cançons, encara que no hi havia massa perspectives de concerts causa de la falta bateria. Així va passar el temps i l'octubre un guitarrista (David Schuldis) finalment es va unir a la banda. La motivació per a la gravació en un estudi es va fer més fort i més fort i, per tant, la IGUANA-STUDIOS a Buchheim (març) van ser contractats per a un disc de tres cançons. Després d'algunes setmanes de preparació de la banda finalment va aconseguir passar uns dies en l'estudi a finals de desembre de 2005 per gravar tres de les seves cançons.
Quan el març de 2006 l'EP "Finsternis wiege der" havia sortit, la banda va començar a buscar un bateria amb més intensitat. Res va passar fins a l'octubre, quan el bateria Cornelius Heck àlies Womba va unir a la banda. D'ara endavant la banda va ser capaç de preparar-se per a actuacions en directe, i des de l'inici de 2007, la resina de slurpers Finsterforst podria ser vist en diversos concerts i festivals.
El febrer / març Finsterforst va entrar als estudis d'Iguana de nou per gravar el seu àlbum debut. "Weltenkraft" va ser llançat el juliol de 2007 a través de World Produccions Caos (Japó) i va rebre una gran resposta.
En la realització de més i més sovint viu de la banda ja estava pensant en plans per a un proper àlbum d'estudi. D'acord que els passadissos dels grans estudis d'Iguana van ser contractats de nou perquè la banda va gravar el següent àlbum durant el juliol de 2008 i va acabar la producció al setembre. Després d'algun temps de la recerca d'una nova etiqueta Finsterforst signat un contracte discogràfic amb el segell alemany Einheit Produktion. "... Zum Tode hin" va ser llançat a 27 feb 2009 i rebut més que una resposta perfecta dels crítics i fans.
Durant l'any 2009 Finsterforst es viu en els escenaris de molts festivals més grans, com Ragnarok, Wolfszeit i invasió de metall. La banda sempre va ser un imant per a una gran audiència i va ser una part de les bandes més populars. Nou material per a un proper disc ja està integrat per set homes i la del Bosc Negre, no puc esperar per presentar-la en CD tan aviat com sigui possible.

## Discografia
Wiege der Finsternis del 30.3.2006
- 01 - Sieg und ewig Leben
- 02 - Schatten der Nacht
- 03 - Das Dunkle aller Welten

Weltenkraft del 6.7.2007
- 01 - Des Waldes Macht
- 02 - Die Suche nach dem Licht
- 03 - Lauf der Welt
- 04 - Traumwald
- 05 - Spiegelscherben
- 06 - Von glorreichem Schmerz
- 07 - Rauschende Nächte
- 08 - Weinende Ruinen
- 09 - Weltenpilger
- 10 - Verlorene Seelen

...zum Tode hin del 27.02.2009
- 01 - Urquell
- 02 - Das Große Erwachen
- 03 - Seines Glückes Schmied
- 04 - Sturmes Ernte
- 05 - Untergang